# Hameau-du-Pont
Hameau-du-Pont est un quartier de la partie française de l’île de Saint-Martin, aux Antilles. Ce quartier est voué à être englobé dans l'extension du chef-lieu Marigot.

## Localisation[1]
À l'Est de Marigot, en retrait au sud de la route "RN7" qui va en direction de Grand-Case (et son aéroport régional de l'Espérance), face à la Zone d'activité de Galisbay, et entre "Howell" et le Quartier d'Agrément.

## Environnement naturel
- Les seuls biotopes pseudo naturels subsistants sont sur les pentes et les sommets des mornes alentour. Pseudo naturels car ces surfaces ont été déboisées à partir du XVIIe siècle pour laisser place à la culture de la canne à sucre, puis utilisés en pâturages pour l'élevage au XIXe siècle à nos jours. Ainsi ce sont plutôt des savanes à herbe de guinée régulièrement incendiées par écobuage ou des halliers abandonnés. Toutefois, il subsiste encore des coiffes de forêt aux sommets des mornes.

## Risques naturels
- Les maisons construites au bord de la ravine canalisée de Concordia sont susceptibles de subir des inondations[2]

## Pollutions
- Pollution des eaux de la nappe phréatique possible par les rejets d'hydrocarbures (huiles usagée des moteurs...).
- De nombreux déchets issus de la consommation urbaine parsèment l'espace public.

## Historique de son urbanisation
- Le Hameau-du-Pont est issu de l'habitation-sucrière "Franciero"[3] active de 1782 à 1805, puis les terres furent regroupées à l'habitation "Hope" à Agrément.
- Les plus anciennes maisons sont sur la rue transversale au bout de la "rue du Hameau-du-Pont".
- Ces trente dernières années, l'accroissement étalé de l'urbanisation a mis en continuité ce quartier avec celui voisin "d'Agrément".
- Ce quartier borde la zone commerciale et artisanale de Howell-center construit dans les années 1990.

## Services & activités
- Équipements sportifs : ... (à compléter)
- Garages mécaniques, atelier de ferronnerie,
- Supérettes (chinoises),
- Lieux de cultes : ... ... (à compléter)
- .... à compléter ...

## Lieux remarquables et particularités
- Des Pylônes et des câbles électriques à haute tension provenant de la centrale électrique de Galisbay voisine passent au-dessus des toits des maisons. Ils approvisionnent l'Est de l'île (Quartier-d'Orléans et la Baie-Orientale)[1].